# Championnats du monde juniors de patinage artistique 1985
Navigation
Édition précédente Édition suivante
Les Championnats du monde juniors de patinage artistique 1985 ont lieu du 11 au 16 décembre 1984 à la patinoire de Broadmoor à Colorado Springs aux États-Unis. 

## Qualifications
Les patineurs sont éligibles à l'épreuve s'ils représentent une nation membre de l'Union internationale de patinage (International Skating Union en anglais) et s'ils ont moins de 19 ans avant le 1er juillet 1984, sauf pour les messieurs qui participent au patinage en couple et à la danse sur glace où l'âge maximum est de 21 ans. Les fédérations nationales sélectionnent leurs patineurs en fonction de leurs propres critères.
Sur la base des résultats des championnats du monde juniors 1984, l'Union internationale de patinage autorise chaque pays à avoir de une à trois inscriptions par discipline. 

## Podiums
| Épreuves                            | Or                                   | Argent                               | Bronze                             |
| ----------------------------------- | ------------------------------------ | ------------------------------------ | ---------------------------------- |
| Messieurs résultats détaillés       | Erik Larson                          | Vladimir Petrenko                    | Rudy Galindo                       |
| Dames résultats détaillés           | Tatiana Andreeva                     | Susanne Becher                       | Natalia Gorbenko                   |
| Couples résultats détaillés         | Ekaterina Gordeeva / Sergueï Grinkov | Irina Mironenko / Dmitri Shkidchenko | Elena Gud / Evgeni Koltun          |
| Danse sur glace résultats détaillés | Elena Krykanova / Ievgueni Platov    | Svetlana Liapina / Georgi Sur        | Doriane Bontemps / Charles Paliard |

## Tableau des médailles
| Rang  | Nation               | Or | Argent | Bronze | Total |
| ----- | -------------------- | -- | ------ | ------ | ----- |
| 1     | Union soviétique     | 3  | 3      | 2      | 8     |
| 2     | États-Unis           | 1  | 0      | 1      | 2     |
| 3     | Allemagne de l'Ouest | 0  | 1      | 0      | 1     |
| 4     | France               | 0  | 0      | 1      | 1     |
| Total | Total                | 4  | 4      | 4      | 12    |

## Détails des compétitions
Pour la saison 1984/1985, les calculs des points se font selon la méthode suivante :
- chez les Messieurs et les Dames (0.6 point par place pour les figures imposées, 0.4 point par place pour le programme court, 1 point par place pour le programme libre)
- chez les couples artistiques (0.4 point par place pour le programme court, 1 point par place pour le programme libre)
- en danse sur glace (0.6 point par place pour les trois danses imposées, 0.4 point par place pour la danse originale, 1 point par place pour la danse libre)

### Messieurs
| Rang    | Nom                | Nation               | Points | Fig. impo. | Prog. court | Prog. libre |
| ------- | ------------------ | -------------------- | ------ | ---------- | ----------- | ----------- |
| 1       | Erik Larson        | États-Unis           | 4.8    | 5          | 2           | 1           |
| 2       | Vladimir Petrenko  | Union soviétique     | 5.0    | 1          | 1           | 4           |
| 3       | Rudy Galindo       | États-Unis           | 8.6    | 9          | 3           | 2           |
| 4       | Craig Burns        | Canada               | 11.6   |            |             |             |
| 5       | Michael Shmerkin   | Union soviétique     | 11.8   |            |             |             |
| 6       | Daniel Weiss       | Allemagne de l'Ouest | 12.2   | 2          | 5           | 9           |
| 7       | Oula Jääskeläinen  | Finlande             |        |            |             |             |
| 8       | Axel Médéric       | France               |        |            |             |             |
| 9       | Jeffrey Partrick   | Canada               |        | 6          | 10          |             |
| 10      | Hiroshi Sugiyama   | Japon                |        |            |             |             |
| 11      | Rudy Lucioni       | France               |        |            |             |             |
| 12      | Tomoaki Koyama     | Japon                |        |            |             |             |
| 13      | Péter Kovács       | Hongrie              |        |            |             |             |
| 14      | Charles Wildridge  | Royaume-Uni          |        |            |             |             |
| 15      | Tomislav Čižmešija | Yougoslavie          |        |            |             |             |
| 16      | Sean Abram         | Australie            |        |            |             |             |
| Forfait | Christopher Blong  | Nouvelle-Zélande     |        |            |             |             |

### Dames
| Rang                                          | Nom                | Nation               | Points | Fig. impo. | Prog. court | Prog. libre |
| --------------------------------------------- | ------------------ | -------------------- | ------ | ---------- | ----------- | ----------- |
| 1                                             | Tatiana Andreeva   | Union soviétique     | 3.8    | 4          | 1           | 1           |
| 2                                             | Susanne Becher     | Allemagne de l'Ouest | 5.0    | 2          | 2           | 3           |
| 3                                             | Natalia Gorbenko   | Union soviétique     | 6.8    | 6          | 3           | 2           |
| 4                                             | Tracy Ernst        | États-Unis           | 10.0   | 3          | 8           | 5           |
| 5                                             | Jana Sjodin        | États-Unis           | 10.8   | 1          | 3           | 9           |
| 6                                             | Izumi Aotani       | Japon                |        |            |             |             |
| 7                                             | Cornelia Renner    | Allemagne de l'Ouest |        |            |             |             |
| 8                                             | Rosmarie Sakic     | Canada               |        | 8          | 6           |             |
| 9                                             | Susan MacKay       | Canada               |        | 7          | 5           |             |
| 10                                            | Yukiko Kashihara   | Japon                |        |            |             |             |
| 11                                            | Tamara Téglássy    | Hongrie              |        |            |             |             |
| 12                                            | Birgitta Andersson | Suède                |        |            |             |             |
| 13                                            | Nathalie Infrandi  | France               |        |            |             |             |
| 14                                            | Željka Čižmešija   | Yougoslavie          |        |            |             |             |
| 15                                            | Susan Knott        | Royaume-Uni          |        |            |             |             |
| 16                                            | Pinnucia Ferrario  | Italie               |        |            |             |             |
| 17                                            | Sabine Schwarz     | Suisse               |        |            |             |             |
| 18                                            | Anuli Nieminen     | Finlande             |        |            |             |             |
| 19                                            | Pauline Lee        | Taipei chinois       |        |            |             |             |
| 20                                            | Ji Hyun-jung       | Corée du Sud         |        |            |             |             |
| Patineuses éliminées après le programme court |                    |                      |        |            |             |             |
| 21                                            | Sabine Lischka     | Autriche             |        |            |             | NC          |
| 22                                            | Popi Geros         | Australie            |        |            |             | NC          |
| 23                                            | Carine Herrijgers  | Belgique             |        |            |             | NC          |
| 24                                            | Sandra Escoda      | Espagne              |        |            |             | NC          |

### Couples
| Rang | Nom                                   | Nation           | Points | Prog. court | Prog. libre |
| ---- | ------------------------------------- | ---------------- | ------ | ----------- | ----------- |
| 1    | Ekaterina Gordeeva / Sergueï Grinkov  | Union soviétique |        |             |             |
| 2    | Irina Mironenko / Dmitri Shkidchenko  | Union soviétique |        |             |             |
| 3    | Elena Gud / Evgeni Koltun             | Union soviétique |        |             |             |
| 4    | Shelly Propson / Jerod Swallow        | États-Unis       |        | 4           |             |
| 5    | Penny Schultz / Scott Grover          | Canada           |        |             |             |
| 6    | Isabelle Brasseur / Pascal Courchesne | Canada           |        |             |             |
| 7    | Lisa Cushley / Neil Cushley           | Royaume-Uni      |        |             |             |
| 8    | Ginger Tse / Archie Tse               | États-Unis       |        |             |             |

### Danse sur glace
| Rang | Nom                                 | Nation           | Points | Danses imposées | Danse originale | Danse libre |
| ---- | ----------------------------------- | ---------------- | ------ | --------------- | --------------- | ----------- |
| 1    | Elena Krykanova / Ievgueni Platov   | Union soviétique | 2.0    | 1               | 1               | 1           |
| 2    | Svetlana Liapina / Georgi Sur       | Union soviétique | 4.4    | 2               | 3               | 2           |
| 3    | Doriane Bontemps / Charles Paliard  | France           | 5.6    | 3               | 2               | 3           |
| 4    | Jodie Balogh / Jerod Swallow        | États-Unis       | 8.0    | 4               | 4               | 4           |
| 5    | Svetlana Serkeli / Andrei Zharkov   | Union soviétique |        |                 |                 |             |
| 6    | Corinne Paliard / Didier Courtois   | France           |        |                 |                 |             |
| 7    | Melanie Cole / Donald Godfrey       | Canada           |        |                 |                 |             |
| 8    | Michela Malingambi / Andrea Gilardi | Italie           |        |                 |                 |             |
| 9    | Catherine Pal / Kelly Marshall      | Canada           |        |                 |                 |             |
| 10   | Éva Száraz / László Partos          | Hongrie          |        |                 |                 |             |
| 11   | Monica MacDonald / Rodney Clarke    | Australie        |        |                 |                 |             |
| 12   | Anna Croci / Luca Mantovani         | Italie           |        |                 |                 |             |
| 13   | Suzanne Murphy / Andrew Niebler     | États-Unis       |        |                 |                 |             |
| 14   | Cheryl Rushton / Mark Poole         | Royaume-Uni      |        |                 |                 |             |